# Тишко Федір Олексійович

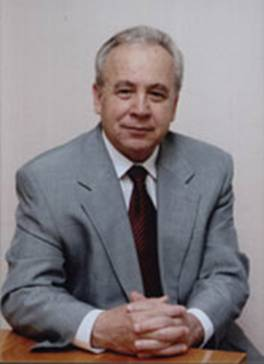
Тишко Федір Олексійович

Федір Олексійович Тишко (12 січня 1936) — український учений та хірург-оториноларинголог. Доктор медичних наук, професор. Академік АН ВШ України з 1993 року, поет.

## Біографія
Народився в м. Баришівка Київської обл. Закінчив Київський медичний інститут (1960). Працював лікарем-оториноларингологом Кокчетавської обласної лікарні, головний спеціаліст Кокчетавського облздороввідділу Цілинного краю Казахської РСР (1960—1963). З 1963 р. працює в Національному мед. університеті ім. О. О. Богомольця. Доктор мед. наук (1981), професор кафедри оториноларингології (1986), заст. декана лікувального факультету (1972—1975), професор кафедри оториноларингології, лікар вищої категорії, декан з виробничої практики (з 1986 р.). Директор міського центру відновлювально-реконструктивної та пластичної хірургії ЛОР-органів та суміжних областей голови і шиї.
У 1999—2001 рр. та з 2010 р. академік-секретар відділення фундаментальних проблем медицини. В 1993—1999 рр. та в 2001—2007 рр. — віце-президент АН ВШ України. Член Президії АН ВШ України (у 1993—1999 рр. та з 2001 р.).

## Наукова діяльність
Перший в оториноларингології застосував циркулярну резекцію стенозуючої ділянки гортані і трахеї з утворенням міжтрахеального та трахеогортанних анастомозів. Розробив методи хірургічного лікування паралітичних стенозів гортані екстра- та ендоларингіальним шляхами. Один з основоположників мікроендохірургії гортані при паралітичних стенозах. Створив класифікацію пластичних операцій на гортані і трахеї та методи пластичної хірургії при усуненні дефектів, агрезій та стенозів гортані, трахеї та шийного відділу стравоходу. Розробив клінічну класифікацію ринітів. Першим з отоларингологів описав доброякісні і злоякісні пухлини з локалізацією в ЛОР-органах із малих слинних залоз. Розробив мікрохірургічні операції на голосових складках при пухлинах.
Автор понад 250 наукових праць, зокрема 18 винаходів з проблем відновлювальної та пластичної хірургії органів дихання (носа, гортані, трахеї), горла та шийного відділу стравоходу, сторонніх тіл дихальних шляхів та стравоходу, гнійної хірургії голови, шиї та межестіння, патології приносових пазух, хронічних отитів та отогенних внутрішньочерепних ускладнень, регенерації тканин. 

## Творчість
Український поет. Автор популярних віршів та низки пісень («Софія», «Як же нам жити на рідній землі», «Київська Русь», «Золоті ворота», «А жити треба», «Новий рік», «До матері» та багато інших) у виконанні популярних співаків України: Микола Гнатюк, Віктор Шпортько, Віталій Білоножко, Микола Свидюк, Алла Кудлай, Василь Волощук. 
Автор гімну Національного медичного університету ім. О. О. Богомольця та Гімну Українського наукового медичного товариства оториноларингологів.
Член Творчої спілки "Асоціація діячів естрадного мистецтва України"

### Книжкові видання
Тишко Ф.  Батьків дарунок. Віршована казка для дітей. Запоріжжя, фірма "Колос" ЛТД. 1993. ISBN 5-7707-3194-Х
Тишко Ф.О. Паростки. Вірші для дітей. -К.: ІВЦ "Діловий партнер".,2008.47 с..:іл. ISBN 978-966-9672-11-7
Тишко Ф.О. Театр життя в мініатюрах.Спалахи думок в мініатюрах...від А до Я. :Поезії.К.:2023.-244 с. ISBN 978-966-2043-13-6

## Відзнаки і нагороди
Відмінник охорони здоров'я СРСР (1973).
Заслужений винахідник СРСР(1975). 
Лауреат Державної премії УРСР (1979). 
Заслужений діяч науки і техніки України (1997). 
Відмінник освіти України (2006). 
Лауреат Нагороди Ярослава Мудрого АН ВШ України (2006).